# Androcymbium circinatum
Androcymbium circinatum är en tidlöseväxtart som beskrevs av John Gilbert Baker. Androcymbium circinatum ingår i släktet Androcymbium och familjen tidlöseväxter.

## Underarter
Arten delas in i följande underarter:
- A. c. circinatum
- A. c. vestitum